# Rafah (Egipt)
Rafah – miasto w Egipcie, na północno-wschodnim wybrzeżu półwyspu Synaj, przy Morzu Śródziemnym, w muhafazie Synaj Północny, ok. 50 km. na wschód od Arisz. Graniczy z bliźniaczym miastem Rafah w Strefie Gazy.
23 stycznia 2008 roku Palestyńczycy ze Strefy Gazy, wyłamali fragment granicznego muru i przedostali się do miasta, aby dokonać zakupów podstawowych artykułów, których było brak w Strefie, związku z embargiem nałożonym przez Izrael. Po kilku dniach granica została „uszczelniona”. W tym też okresie policja znalazła 250 ton materiałów wybuchowych, które miały być przeszmuglowane podziemnymi tunelami do Strefy Gazy. 1 sierpnia 2008 roku 5 Palestyńczyków zginęło, a 18 zostało rannych w wyniku zawalenia się tunelu przemytniczego między Egiptem a Strefą Gazy w pobliżu miasta. W mieście i najbliższej okolicy znajduje się kilkaset nielegalnych tuneli przemytniczych do Strefy Gazy.